# 伏見桃山陵

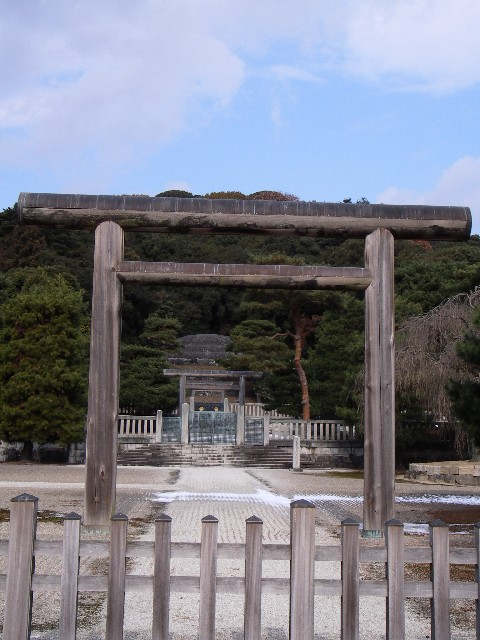
伏見桃山東陵

伏見桃山陵（ふしみのももやまのみささぎ、ふしみももやまりょう）は、京都府京都市伏見区の桃山丘陵にある明治天皇の陵。桃山御陵（ももやまごりょう）。

## 概要
1912年（明治45年）7月30日、明治天皇は東京の宮城・明治宮殿で崩御した。同年（大正元年）9月13日に東京・青山練兵場（現在の神宮外苑）にて大喪儀が執り行なわれた後、翌14日に埋葬された。
陵の敷地の桃山は、豊臣秀吉の築いた伏見城の本丸跡地で、京都に墓所が営まれたのは明治天皇の遺言によるものという。すぐ東には皇后である昭憲皇太后の伏見桃山東陵（ふしみのももやまのひがしのみささぎ）が隣接する。また、桓武天皇の柏原陵にもほど近い。周囲一帯は宮内庁の管理地「桃山陵墓地」となっており、京都市南西部から旧山陽道、旧西海道地域の陵墓を管理する宮内庁書陵部桃山陵墓監区事務所がある。
陵誌は大喪使総裁・伏見宮貞愛親王の染筆。
墳丘は古式に範を採った上円下方墳で、下段の方形壇の一辺は約60メートル、上段の円丘部の高さは約6.3メートル、表面にはさざれ石が葺かれている。方形の墓坑を掘って内壁をコンクリートで固め、その中に棺を入れた木槨を納めた。槨内の隙間には石灰を入れた上で石蓋を被せてコンクリートで固めた。上円下方墳の墳形は天智天皇陵がモデルにされたという。天智天皇山科陵に範がとられた理由として、応神、仁徳天皇陵は広大に過ぎて、明治天皇の倹徳に背くものであり、古来より天智天皇陵は大化の改新を断行した中興の祖であるとともに、祭礼の「荷前の奉幣」でも重視されたことがあるとされる。
伏見桃山陵では、千数百年ぶりに埴輪が焼かれた。桓武天皇が王城鎮護のために木偶を埋めた故事に倣い、「御陵鎮護の神将」として弓取るものが一対、矛取るものが一対、計四体が墳丘の四隅に埋められた。東京帝室博物館歴史部の三宅米吉、和田千吉、関保之助が武人埴輪 （群馬県太田市世良田町出土、国指定重要文化財、天理大学附属天理参考館所蔵）を参考に図案を考案し、同館の収蔵品修復や模造品を手掛けた彫刻家・吉田白嶺が制作した。同様の埴輪は伏見桃山東陵の造営時にも制作された。 
幕末の孝明天皇についで火葬にせず、天武天皇以前の古制に戻した。
歴代天皇の陵は本陵に至るまですべて近畿以西に作られているが、東京奠都後の大正天皇（多摩陵）と昭和天皇（武藏野陵）の各陵は武蔵陵墓地（東京都八王子市）に作られている。

## 交通アクセス
- JR西日本・奈良線　 桃山駅
- 京阪電気鉄道・宇治線　 桃山南口駅
- 京阪電気鉄道・京阪本線　 伏見桃山駅
- 近畿日本鉄道・京都線　 桃山御陵前駅

## 余談

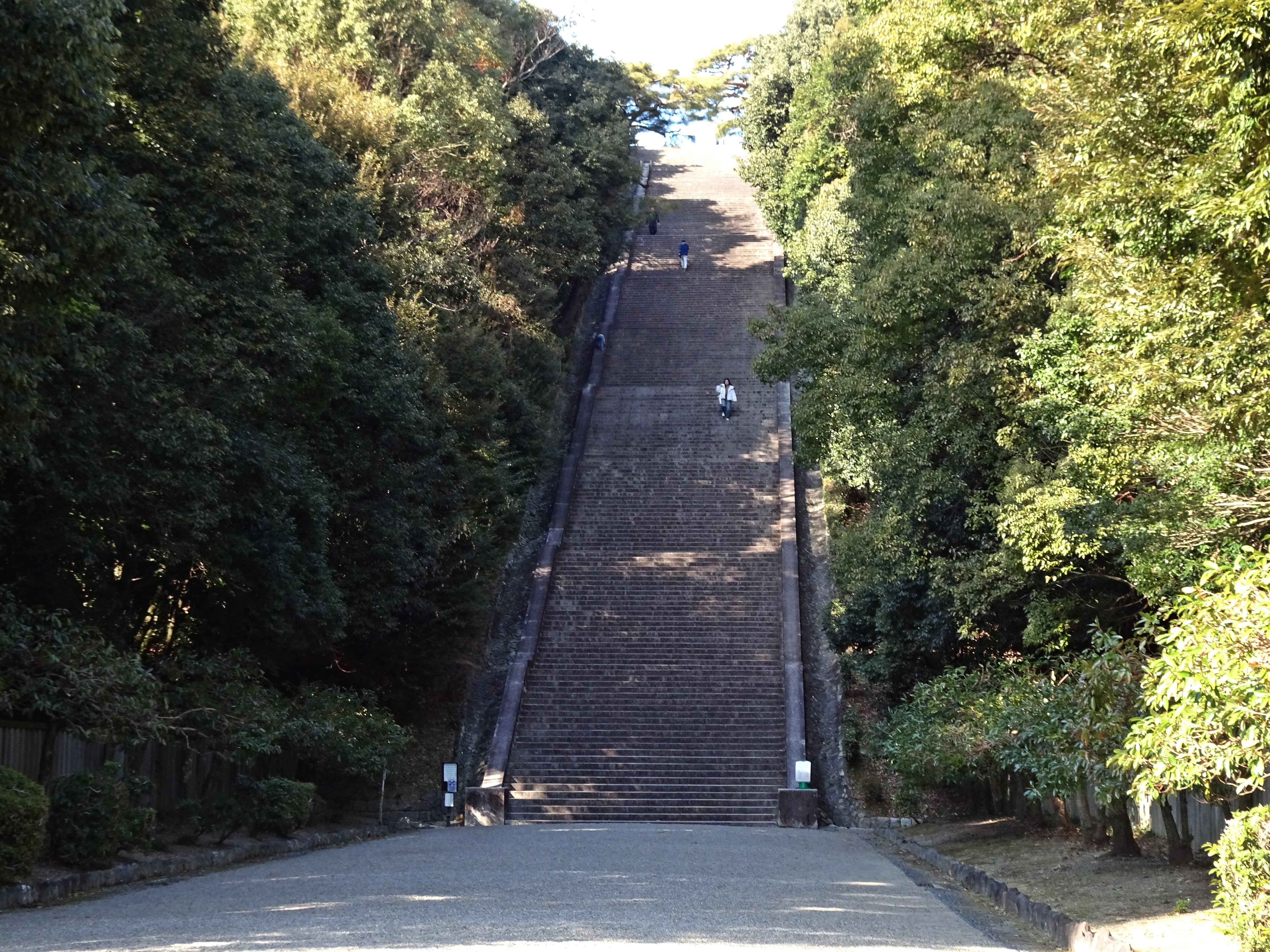
伏見桃山陵の石段

伏見桃山陵にある230段の階段は、明治天皇が教育勅語を下した1890年（明治23年）10月30日に由来する。階段の段数は教育勅語が出された明治23年10月の23と10をかけた数になっている。また、陵墓内に7段の階段があるが、これは明治23年の23とこの階段の段数を足すと教育勅語が出された30日になるという話がある。
　　　　　　明治23年 × 10月 = 230段　　　　　明治23年 + 7段 =30日　　　

## 主な出来事
- 2024年（令和6年）5月4日 - 伏見桃山陵の手水鉢がスプレーペイントで落書きを受ける事件が発生。後日、市内の男子高校生が摘発され、器物損壊の容疑で書類送検されている[6]。